# Pseudhapigia misericordia
Pseudhapigia misericordia är en fjärilsart som beskrevs av Dyar 1911. Pseudhapigia misericordia ingår i släktet Pseudhapigia och familjen tandspinnare. Inga underarter finns listade i Catalogue of Life.